# Voice of America
Voice of America (VOA) er den amerikanske føderale regerings officielle, internationale radio- og TV-kanal. VOA producerer og distribuerer i dag 1800 timer udsendelser hver uge på 43 forskellige sprog. VOA anslås at have ca. 134 millioner lyttere og seere rundt om i verden.

## Etablering under Anden verdenskrig
Voice of America blev etablere under 2. Verdenskrig som en radiostation, og de første udsendelser fandt sted den 1. februar 1942 på tysk, under vignetten "Stimmen aus Amerika". Formålet var at forklare verden (og særlig Nazi-Tyskland, hvorfor USA deltog i krigen. Senere blev udsendelserne udvidet, og mod slutningen af krigen sendte VOA på 40 sprog over 39 forskellige sendere. Efter krigen blev nyhedsudsendelserne indskrænket, og udsendelser på 20 sprog ophørte.
Et amerikansk lov forbød stationen at sende indenfor USA, idet der var frygt for, at en nyhedsinstitution, der var finansieret af regeringen ville kunne udvikle sig til et propagandaredskab for den til enhver tid siddende regering.
VOA udviklede udsendelser i Special English, et forenklet engelsk, med et begrænset ordforråd på blot 1.500 ord, der blev oplæst langsommere og med korte sætninger, der som udgangspunkt kun måtte have et enkelt budskab. Årsagen til udviklingen af Special English var ikke blot at give lyttere med begrænset sprogkundskab en mulighed for at følge med, men blev primært udviklet for at imødegå den jamming af radiosignalerne, som stationen blev udsat for. Med Special English håbede man, at lytterne ville være i stand til at forstå udsendelsernes indhold, selvom enkelte ord eller sætninger faldt ud.
Kanalen minder om en række andre inernationale radio-/tv-stationer, såsom BBC World Service, Deutsche Welle, Radio Nederland Wereldomroep, Radio France Internationale, Ruslands stemme og Radio Canada International, selv om disse ikke er fuldstændig statskontrollerde.

## VOA på nordiske sprog
Efter etableringen i 1942 voksede VOA kraftigt og der blev etableret udsendelser på flere sprog, herunder de nordiske. I 1942 påbegyndtes udsendelser på dansk, norsk og finsk, og i 1943 blev udsendelser på svensk påbegyndt. I 1944 blev der også sendt på islandsk. Alle de nordiske sprogversioner blev nedlagt ved krigens afslutning. De finske udsendelser blev genoptaget i 1951, men blev igen nedlagt i 1953.